# Growing Up Fisher
Growing Up Fisher è una serie televisiva statunitense semi-autobiografica creata da DJ Nash per NBC, trasmessa dal 23 febbraio 2014.

## Trama
La serie segue le vicende della famiglia Fisher, raccontate dal punto di vista di Henry, il figlio undicenne.

## Personaggi e interpreti
- Mel Fisher, interpretato da J. K. Simmons
- Joyce Fisher, interpretata da Jenna Elfman
- Henry Fisher, interpretato da Eli Baker
- Katie Fisher, interpretata da Ava Deluca-Verley
- Runyen, interpretata da Lance Lim
- Elvis, interpretato dal cane Payton

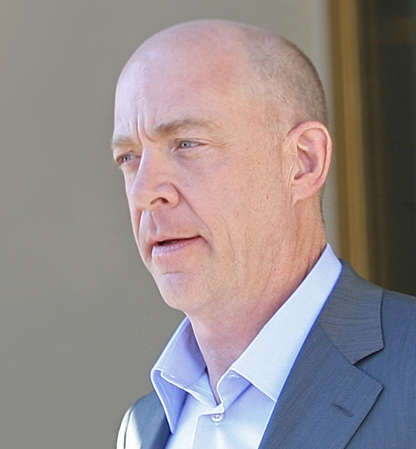
J. K. Simmons interpreta Mel Fisher
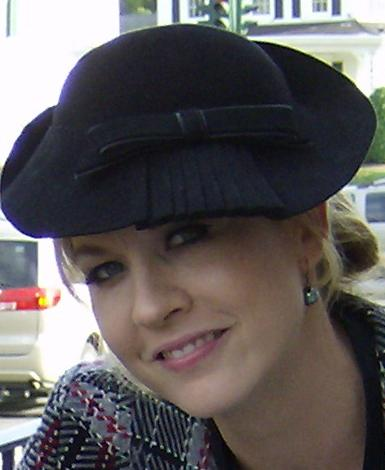
Jenna Elfman interpreta Joyce Fisher

## Episodi
| Stagione       | Episodi | Prima TV USA | Prima TV Italia |
| -------------- | ------- | ------------ | --------------- |
| Prima stagione | 22      | 2014         | inedita         |

## Produzione
Il progetto venne inizialmente proposto a NBC nel mese di ottobre 2012, con il titolo di Then Came Elvis. L'episodio pilota, diretto da David Schwimmer venne ordinato nel gennaio 2013. Durante gli upfronts di maggio, il network ordinò ufficialmente la produzione di una prima stagione con il titolo The Family Guide.
Nel mese di giugno, la serie subì un ulteriore cambio di titolo, questa volta in Growing Up Fisher.
Il 9 Maggio 2014, NBC ha cancellato la serie Growing Up Fisher dopo una stagione. Archiviato il 28 settembre 2015 in Internet Archive.

### Casting
Il ruolo di Joyce Fisher era stato originariamente affidato all'attrice Parker Posey ma, nel luglio 2013 il ruolo fu affidato a Jenna Elfman